# Wang Guowei
Wang Guowei (ur. 3 grudnia 1877 w Haining w prow. Zhejiang, zm. 2 czerwca 1927 w Pekinie) – chiński naukowiec, specjalizujący się w filozofii, historii i archeologii. Zajmował się również krytyką literacką i pisaniem poezji.

## Życiorys
Dwukrotnie, w 1893 i 1897 roku, oblał egzaminy urzędnicze, w związku z czym pracował jako prywatny nauczyciel. W 1898 roku przeprowadził się do Szanghaju, gdzie pracował w lokalnej gazecie, a w 1901 roku wyjechał na studia do Tokio. Z powodu problemów zdrowotnych po pół roku musiał przerwać edukację i wrócić do kraju, samodzielnie kontynuował jednak naukę. Po wybuchu w 1911 roku rewolucji Xinhai wyemigrował do Japonii, skąd powrócił do Chin po pięciu latach. Od 1925 roku wykładał na pekińskim Uniwersytecie Tsinghua. W trzy lata po wypędzeniu cesarza Puyi z Zakazanego Miasta popełnił samobójstwo w ogrodzie pałacowym Yiheyuan, aby okazać swoją lojalność wobec obalonych Qingów.
W młodości interesował się filozofią, zwłaszcza Kanta i Schopenhauera, jednak po 30 roku życia porzucił te zainteresowania. Miał bardzo krytyczny stosunek do współczesnych sobie filozofów (m.in. Spencera i Wundta), uważając ich jedynie za historyków filozofii lub co najwyżej drugorzędnych synkretyków. 
Za największe osiągnięcie Wanga uważa się przeprowadzoną w duchu schopenhauerowskim krytyczną analizę jednej z klasycznych powieści chińskich, Honglou Meng (红楼梦评论 Honglou Meng pinglun, 1904). Zajmował się również badaniami nad tradycyjną chińską operą (zwłaszcza z okresu Yuan) oraz materiałami paleograficznymi z epok Shang i Zhou.